# Austrogymnocnemia cardaleae
Austrogymnocnemia cardaleae is een insect uit de familie van de mierenleeuwen (Myrmeleontidae), die tot de orde netvleugeligen (Neuroptera) behoort. 
Austrogymnocnemia cardaleae is voor het eerst wetenschappelijk beschreven door New in 1985.